# Onosma proballantherum
Onosma proballantherum är en strävbladig växtart som beskrevs av Karl Heinz Rechinger. Onosma proballantherum ingår i släktet Onosma och familjen strävbladiga växter. Inga underarter finns listade i Catalogue of Life.